# التنهاف
التنهاف (به آلمانی: Altenhof) یک شهر در آلمان است که در مکلنبورگ-فورپومرن واقع شده‌است.

## خصوصیات
التنهاف ۱۶٫۵۸ کیلومترمربع مساحت دارد ۸۲ متر بالاتر از سطح دریا واقع شده‌است.